# August Nilsson
August Nilsson (Enköping, 15 ottobre 1872 – Stoccolma, 23 maggio 1921) è stato un tiratore di fune e astista svedese.

## Biografia
Ha partecipato ai giochi olimpici di Parigi del 1900, dove ha vinto, con la squadra mista danese/svedese, la medaglia d'oro nel tiro alla fune, sconfiggendo in finale i francesi del Racing Club de France per 2 a 0.
Nella stessa edizione ha partecipato alle gare di getto del peso, classificandosi nono, e di salto con l'asta, classificandosi ottavo.

## Palmarès
In carriera ha conseguito i seguenti risultati:
- Giochi olimpici

Parigi 1900: oro nel tiro alla fune.